# Hyphesma nitidiceps
Hyphesma nitidiceps là một loài ong trong họ Colletidae. Loài này được Cockerell miêu tả khoa học đầu tiên năm 1912.